# Cornelis Lieste

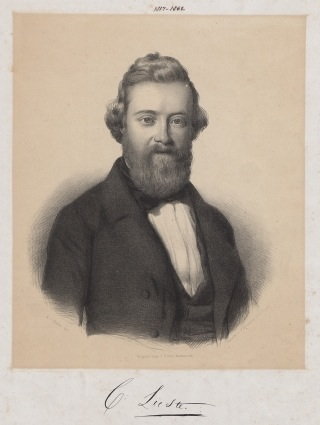
Cornelis Lieste, um 1850, Porträtstich von Adrianus Johannes Ehnle

Cornelis Lieste (* 26. Oktober 1817 in Haarlem, Provinz Holland; † 24. Juli 1861 ebenda) war ein niederländischer Landschaftsmaler der Romantik und Lithograf.

## Leben

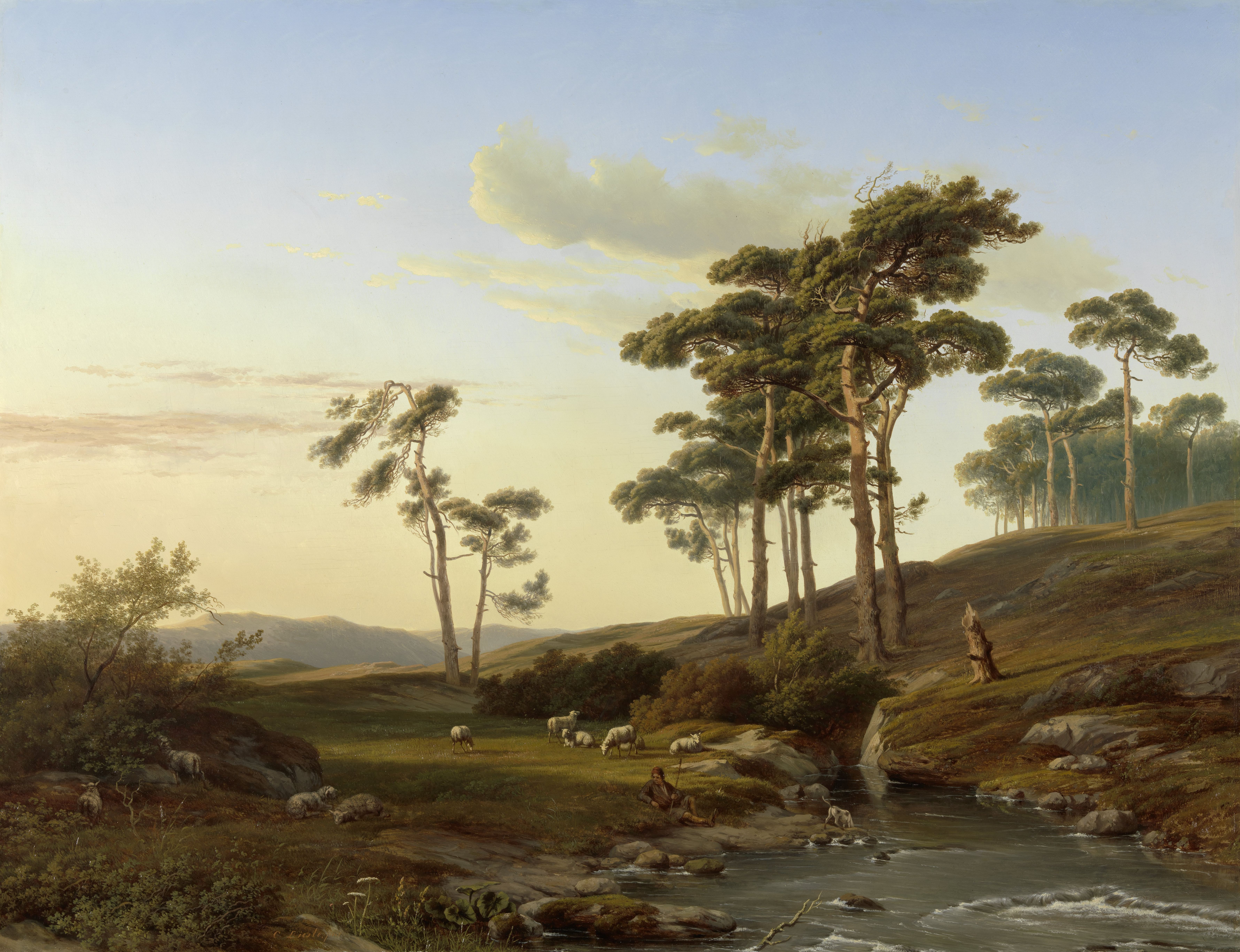
Abendlicht mit Schafen, um 1855, Rijksmuseum Amsterdam

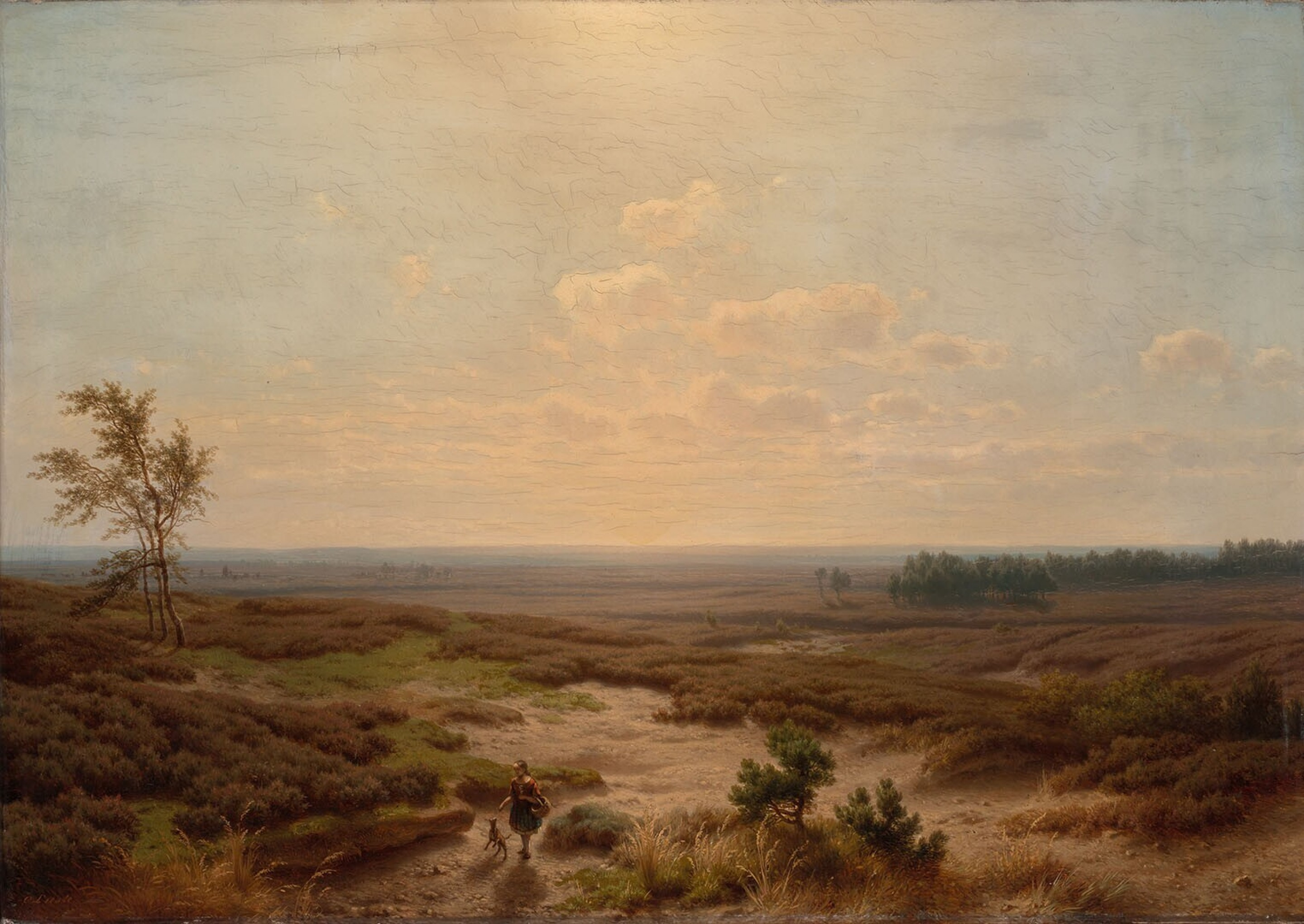
Heidelandschaft im Gelderland, Museum Boijmans Van Beuningen

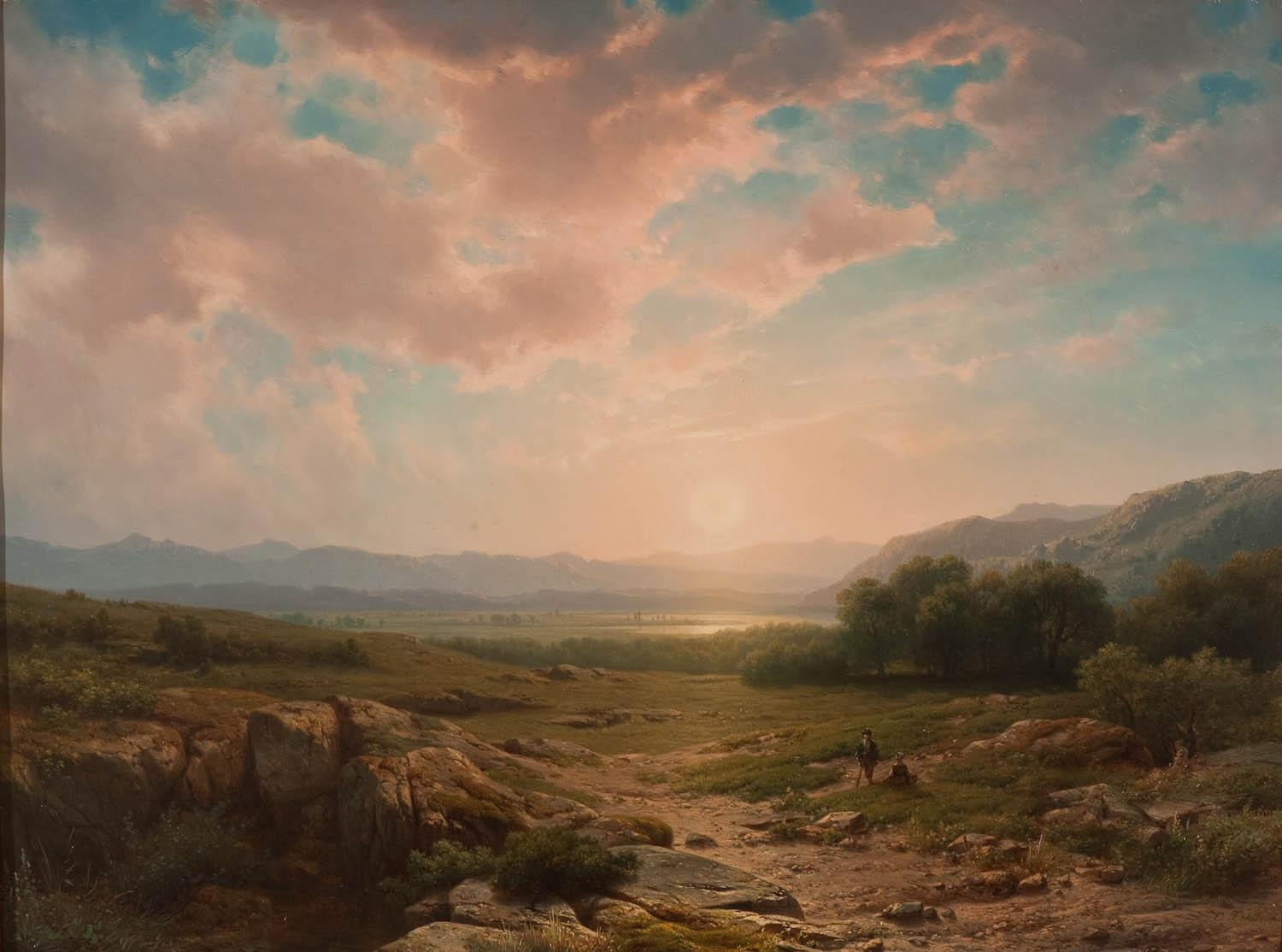
Gebirgslandschaft mit einsamem Paar im Sonnenuntergang, Collectie Rademakers

Nachdem Lieste ab 1835 die Stads-Teekenschool in Haarlem unter Johannes Reekers (1790–1858) besucht hatte, ging er in den Jahren 1837/1838 bei Nicolaas Johannes Roosenboom (1787–1870), dem Schwiegersohn des Landschaftsmalers Andreas Schelfhout, in die Lehre. 1839 erhielt er für eine Winterlandschaft die große silberne Medaille, den ersten Preis einer Ausstellung zeitgenössischer Maler, die die Koninklijke School voor Nuttige en Beeldende Kunsten in ’s-Hertogenbosch veranstaltet hatte.
1840 unternahm er Studienreisen nach Belgien und Deutschland. Dabei besuchte er höchstwahrscheinlich auch den niederländischen Landschaftsmaler Barend Cornelis Koekkoek, den Begründer der Klever Romantik, deren idealistischen Kunstauffassung er nahestand. Er malte in dieser Zeit den Niederrhein und die Landschaft der Hoge Veluwe, des Weiteren in Gegenden an Düssel, Ahr und Mosel. Gelegentlich ließ er sich Tierstaffagen von befreundeten Malern in seine romantischen Landschaften, die tiefe Ruhe und Naturbewunderung ausstrahlen, setzen, zum Beispiel durch Simon van den Berg.
Für eine Landschaft, die er 1842 in der philanthropischen Gesellschaft Felix Meritis in Amsterdam ausstellte, erhielt er eine Goldmedaille. 1846 wurde er Mitglied des Zeichen-Kollegiums Kunst Zij Ons Doel in Haarlem, wo er auch einen Lehrauftrag innehatte. Am 4. Februar desselben Jahres nahm ihn die Koninklijke Akademie van Beeldende Kunsten zu Amsterdam als Mitglied auf. 1847 wurde er ferner Mitglied einer Haarlemer Freimaurerloge. Im gleichen Jahr bereiste er den Harz. 1852 übernahm Lieste mit anderen Künstlern die Aufgabe, das Amsterdamer Rembrandt-Fest auszugestalten. In den Jahren 1853 bis 1856 reiste Lieste auf einer Strecke längs des Rheins in die Schweiz und nach Norditalien (Chiavenna), wo er neben Gebirgsansichten auch Wasserfälle malte. Von etwa 1854 bis 1856 weilte er zeitweise in der Künstlerkolonie von Oosterbeek bei Arnheim, Provinz Gelderland. Er unternahm auch Studienreisen in die Twente und durch die Provinz Drenthe, wo er unter dem Eindruck der Oosterbeeker Schule Heidelandschaften mit einem stärker realistischen Einschlag schuf. Eine Heidelandschaft, die er 1861 in einer Ausstellung in Amsterdam präsentierte, trug ihm eine weitere Goldmedaille ein.
Am 28. Juli 1858 heiratete er Johanna Cornelia Burman (1838–1887). Durch seinen Tod am 24. Juli 1861, der ihn im Alter von 43 Jahren mit Brustschmerzen heimsuchte, ließ er sie als Schwangere mit einem Kind von nicht einmal zwei Jahren zurück.
Lieste wurde vor allem durch Winter- und Sommerlandschaften bekannt, die er durch überwältigendes Gegenlicht inszenierte. Sein Œuvre umfasst aber auch Stadtansichten, Blumenstillleben und Lithografien. Er gilt als Lehrer von Hendrik Dirk Kruseman van Elten und Paul Gabriël sowie Arentina Hendrica Arendsen (1836–1915). Das Rijksmuseum Amsterdam, das Amsterdam Museum, Teylers Museum in Haarlem, das Museum Boijmans Van Beuningen in Rotterdam sowie das Stedelijk Museum Zwolle verfügen über Werke des Malers, in Deutschland das B.C. Koekkoek-Haus, das im Jahr 2016 eine große Ausstellung seiner Landschaftskunst veranstaltete.